# MV-1
MV-1 je nemački kasetni dispenzer stalnog tipa, namenjen za polaganje-sejanje mina sa borbenih aviona Tornado, F-104 Starfighter kao i F-4  i sličan je sistemima za istu namenu drugih zemalja. MV-1 je bio u naoružanju Nemačke sve do 2009. godine, kada su ratifikovali Konvenciju o kasetnoj municiji.

## Razvoj
Nemačke firme Raketen-Technik GmbH (RTG), Unterhaching u kooperaciji sa firmom Messerschmitt-Bolkow-Blohm GmbH (MBB) i Diehl GmbH&Co (Diehl Group), razvile su konvencionalni višenamenski oružni sistem (dispenzer) MV-1 za razbacivanje pet vrsta potkalibarne municije za dejstvo protiv oklopno-mehanizovanih jedinica, prvenstveno u kretanju; razaranje poletno sletnih staza i uništavanje aviona na otvorenom prostoru (na stajankama, ili pri rulanju).
Nakon više od petnaest godina dizajnerskog i razvojnog rada, Federalno ministarstvo odbrane počelo je 1984. godine nabavku višenamenskog oružja, MV-1 za borbene avione tornado. Luftvaffe je prvo višenamensko oružje dobio krajem 1985. godine. Od 1984. do 1994. godine za Bundesver je proizvedeno 844 (možda i 850) MV-1 pod odgovornošću Raketentechnik GmbH, Unterhaching, i MBB-a. Ovaj opsežni projekat nabavke takođe je značajno smanjen zbog nedostatka sredstava i izmenjene situacije u bezbednosnoj politici nakon završetka hladnog rata: prvobitno je 2.544 MV-1 bilo namenjeno za kupovinu, ali je ipak kupljeno samo 850 po ceni od 2.315 milijardi nemačkih maraka. Od 1984. godine je u operativnoj upotrebi RV Nemačke, a od 1986. godine i u italijanskom RV.
Ovo oružje je specifično po načinu upotrebe: dispenzer se odbacuje prazan, pa prema tome MV-1 nije kasetna avio-bomba.
Višenamenski dispenzer MV-1 spada u rasipavajuća oružja vazduh-zemlja treće generacije.

## Opis
Nemački razbacivač kasetnih bombica MV-1 je podvesni odbacivi dispenzer iz koga se razbacuju kasetne bombice po protivničkim aerodromima, skladištima ubojnog materijala, borbenim položajima artiljerijsko raketnih jedinica, oklopnim borbenim sredstvima i živoj sili. Podvešava se ispod trupa aviona "tornado", a nakon razbacivanja kasetnih bombica, odbacuje se sa njega.
Sastoji se od četiri odvojena bloka (kasete) sa saćastim cevima (28 cevi po bloku, poprečnih u odnosu na uzdužnu osu dispenzera aviona, a ima ih ukupno 112 cevi, u kojima se smeštaju mine). Izbacivanje ubojnih sredstava se vrši pirotehničkim putem sa obe strane dispenzera, a prema redosledu koji određuje intervalometar. Kontejner je dugačak 5,3, širok 1,3 i visok 0,7 m, a masa mu se, u zavisnosti od vrste kasetnih bombica, kreće između 4 i 5 tona. U trenutku preletanja iznad protivničkih ciljeva kasetne bombice se pomoću pirotehničkog punjenja razbacuju levo i desno u odnosu na pravac leta aviona.
Iz kontejnera se može izbaciti pet različitih vrsta podmunicije, uključujući i tri tipa mina u velikom broju. U zavisnosti od korisnog opterećenja i zadatka, MV-1 može se koristiti za polaganje „tepiha mina i municije“ širine od 300 do 500 metara i dužine od 180 do 2500 metara pri brzini aviona od 1000 km/h sa visine od 60 metara Cevi su postavljene normalno na pravac leta aviona, a brzina i vremenski intervali izbacivanja mina se programiraju prema zahtevima za dimenzijama i gustinom minskog polja. Za kasetni sistem MV-1 su razvijene mine ili bombice različite namene i principa dejstva.
Za dejstvo po aerodromima dispenzer se oprema sa 200 probojno-betonskih mina tipa STABO ili sa 688 mina MUSA. Naravno, može se koristiti i njihova kombinacija.
Takođe se koristi i druga vrsta submunicije u sledećim kombinacijama:
1. - Kombinacija
- - 4.704 kom bombica KB-44, ili
- - 896 kom mina MIFF, ili
- - 672 kom mina MUSA, ili
- - 672 kom mina MUSPA, ili
- - 200 kom bombi STABO;

2. - Kombinacija ovih vrsta do maksimalne mase kontejnera.
- - KB-44, protivoklopna bombica, mase 0,58 kg;
- - MIFF, protivoklopna mina, mase 3,4 kg;
- - MUSA, rasprskavajuća mala avio-bomba, mase 4,5 kg;
- - MUSPA, mina za zapreavanje aerodroma, mase 4,5 kg;
- - STABO, probojna mala avio-bomba za razaranje aerodromskih pista, mase 16 kg.

### Kumulativna bombica KB-44
Kumulativna KB-44 predviđena je za dejstvo po oklopnim borbenim sredstvima i živoj sili. Dugačka je 44 mm, prečnik joj je oko 200 mm, a masa 0,6 kg. U prednjem delu se nalazi izvlačeća šipka, kao kod bombice STABO, a u središnjem - kumulativno punjenje. Bombice KB-44 se povezuju u pakete po 7 komada, a u leve i desne cevi dispenzera se stavlja po tri paketa tih bombica. U dispenzer MV-1 staje 4. 704 kasetnih bombica tipa KB-44.
Posle razbacivanja na bombicama se šire (otvaraju) šest peraja stabilizatora koji se usmeravaju vrhom nadole. Pod dejstvom opruge šipka se izvlači, a pri njenom udaru zatvara se strujno kolo davača koji aktivira eksplozivno punjenje. Bombica probija čelični oklop debljine 200 mm.

### Mina MIFF
Mina MIFF (mine flach-flacih) sa specijalnim senzorom i magnetnim upaljačem koji reaguje kada tenk ili vozilo pređu preko nje. Ona tada eksplodira i probija tenk ili vozilo odozdo. U dispenzer se stavljaju 892 mine. Telo mine je cilindričnog oblika, prečnik tela je 132 mm i visina 98 mm. Na osnovama punjenja, takođe oblika cilindra, nalaze se kumulativni konusi sa metalnom košuljicom, po jedan sa svake strane. Konstrukcija mine je takva da pri padu na zemlju, jedan od konusa je uvek usmeren na gore.
Mina MIFF je protivtenkovska mina sa probojnim diskovima sa obe strane u pravcu njene ose, što joj obezbeđuje efikasno dejstvo bez obzira kako padne na tlo. Mina je opremljena elektronskim senzorskim nekontaktnim upaljačem (akustični), koji detektuje nailazak tenka na osnovu zvuka motora i aktivira eksplozivno punjenje u momentu nailaska tenka iznad mine. Upaljač ima mogućnost programiranja vremena samouništenja. Ovo vreme se bira neposredno pre izbacivanja mina iz kontejnera.
Mina je obezbeđena od ručnog ili mehaničkog razminiranja (eksplozijom aeroslonim bombama, miniranjem i slično), jer ima šok blokadu protiv aktiviranja bliskom eksplozijom i ima ugrađenu zaštitu od dejstva elektronskih sredstava neprijatelja. Jednim aviopoletanjem sa sistemom MV-1 minama MIFF može se izraditi minsko polje dimenzija 500 x 200 m. Po izbacivanju iz kontejnera mine padaju slobodnim padom, a pomoću peraja se uspravljaju u približno vertikalni položaj.

### Mina MUSA
Mina MUSA je namenjena za zaprečavanje puteva i aerodromskih rulnih staza, zatim služi za izbacivanje iz upotrebe vozila za opsluživanje vazduhoplova, kao i vazduhoplova koji rulaju po aerodromu. Prečnik joj je 132 mm, visina 134 mm, a masa 4,2 kg. Spušta se pomoću padobrana, a aktivira pomoću senzora nakon ulaska cilja u zonu efikasnog dejstva. Mina je rasprskavajućeg dejstva i u dispenzer može da stane 668 mina.
Opremljena je senzorom, koji može da otkrije cilj i da aktivira eksplozivno punjenje u trenutku kada se on nađe u zoni uništenja. Nakon izbacivanja iz kontejnera iz mine se izvlači padobran koji je spušta na zemlju (aerodrom).

### MUSPA kasetna mina
MUSPA (multi spelitter passiv) je kasetna mina čija je prvenstvena namena za uništavanje aviona pri njihovom poletanju i sletanju i vozila na aerodromu napadnutom bombama. Opremljena je sa elektronskim senzorom to jest akustičnim davačem koji reaguje na šum avionskih motora u radu (kretanje aviona pri sletanju ili uzletanju i kretanju vozila na pistama unutar radijusa efikasnog dejstva mine). Parčići su izvedeni u obliku teških metalnih kuglica čiji je radijus razletanja-efikasnog dejstva oko 100 m. Na taj način je pri bombardovawu aerodroma sprečeno korištenje neoštećenih delova piste ili opravka iste.
Spušta se pomoću padobrana a nakon određenog vremena dolazi do samolikvidacije. Ona ima cilindrični oblik, prečnika tela 132 mm i visine 134 mm. Posle izbacivanja iz kasete, mina se spušta padobranom. Rasprskavajuća mina MUSA ima isti oblik, dimenzije i bojevu glavu, ali za razliku od mine MUSPA, opremljena je još i sa upaljačem usporenog dejstva.

### STABO kasetna bomba
STABO je probojna kasetna mala avio-bomba, namenjena za rušenje pista i armirano betonskih skloništa na aerodromima. Oblika je cilindra, prečnika 132 mm i dužine 602 mm, mase 16,8 kg. U njenom prednjem delu je kumulativno, a u zadnjem furasno i dopunsko punjenje. Sem toga, u prednjem delu se nalazi izvlačeća šipka, a u zadnjem delu oko fugasnog punjenja nalazi se padobran pomoću koga STABO ostvaruje stabilizacija pri padu.
Pri udaru šipke u poletno-sletnu ili rulnu stazu aktivira se kumulativno punjenje koje prolazi kroz beton i stvara otvor, i pravi “tunel” za prodor ostatka avio-bombe, Istovremeno se aktivira dopunsko barutno punjenje koje potiskuje kasetnu bombicu ispod betonskog zastora. Posle toga aktivira se fugasno eksplozivno punjenje koje za sobom ostavlja velike rupe i naprsline na betonskom zastoru. U dispenzer MV-1 može se postaviti 200 kasetnih bombica tipa STABO.
Efekti dejstva: zbog upotrebe velikog broja ovih bombica u jednom naletu, stvara se ogroman broj malih kratera i oštećenja što za duže vreme izbacuje poletno letne staze iz upotrebe.

## Korisnici
- : Nemačka: 844
- : Italija: 100

## Spoljašnje veze
- (језик: немачки) Nemačke mine - popis; Otfried Nassauer i Thomas Kuchenmeister; Izveštaj BITS 95.1 iz oktobra 1995. na početnoj stranici Berlinskog informativnog centra za transatlantsku bezbednost; pristupljeno 2. novembra 2008